# 멕시코-미국 국경 위기

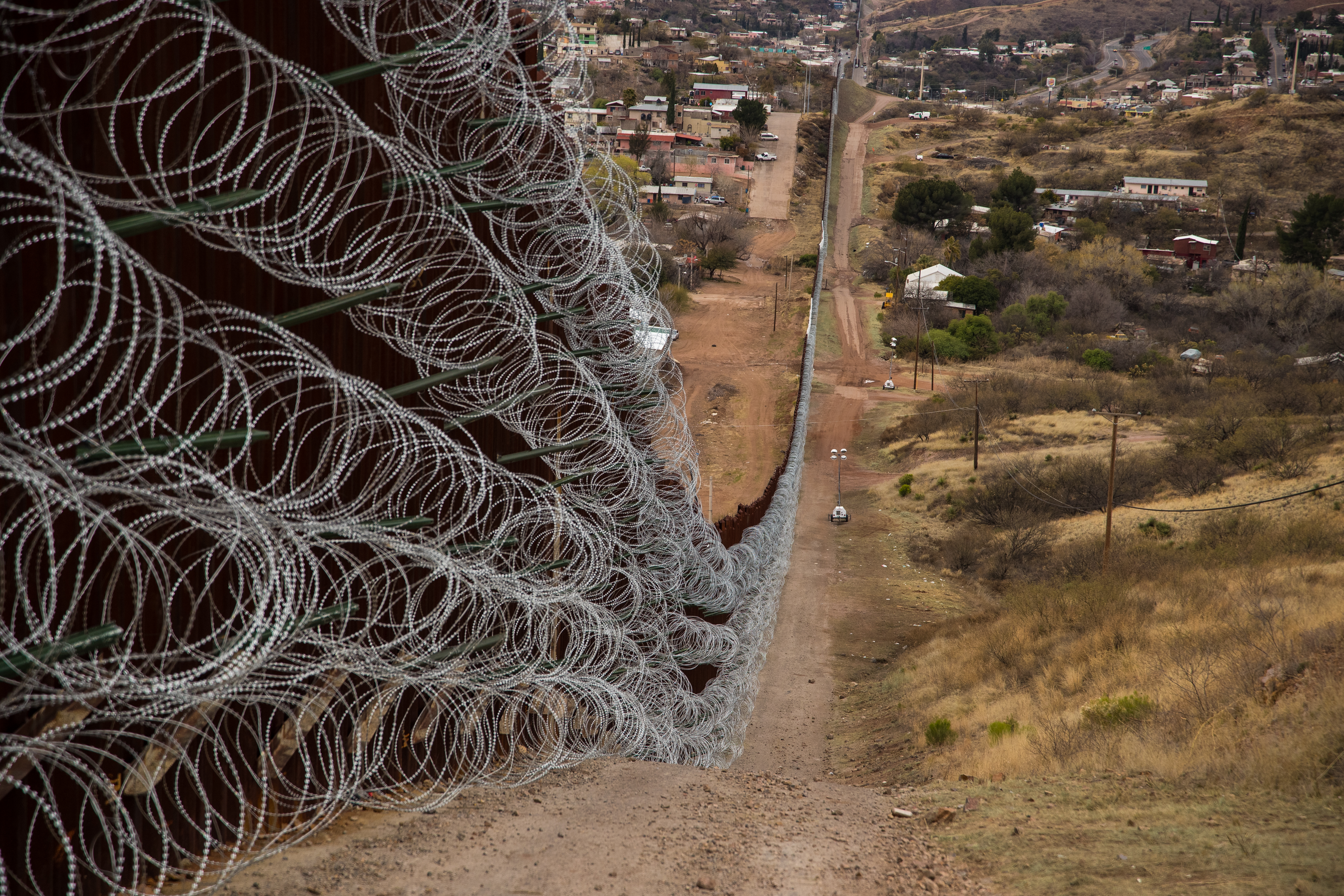
애리조나주 노갤러스와 노갈레스 (소노라주)의 국경

멕시코-미국 국경 위기(Mexico–United States border crisis)는 라틴아메리카와 중화인민공화국을 포함한 기타 국가에서 멕시코를 거쳐 미국으로 불법 이민자들이 이주하는 것과 관련하여 북아메리카에서 진행 중인 이민 위기이다.
멕시코-미국에서의 이민자 만남 국경은 2020년 말부터 급증하기 시작하여 2021회계연도에 173만 명, 2022회계연도에 276만 명, 2023회계연도에 280만 명 이상이라는 기록적인 숫자를 기록했다. 이주민들은 대부분 과테말라, 살바도르, 온두라스 출신이다. 니카라과, 베네수엘라 시민권을 갖고 있는 이들은 모국의 경제적 어려움, 갱단 폭력, 환경 재앙(특히 과테말라와 온두라스에서 심각함)을 피해 미국으로 망명을 신청하고 있는 것으로 알려졌다. 이주민과의 만남 건수는 국경 순찰대가 224,000건이 넘는 체포를 보고한 2022년 4월에 최고조에 달했다. 코로나19 범유행 기간 동안 트럼프 행정부는 공중 보건 위험을 줄이기 위한 목적으로 타이틀 42를 사용하여 미국에서 이민자를 추방했다. 2022년 말, 타이틀 42가 해제되기를 기다리는 대규모 이민자 캠프가 멕시코 국경에 형성되었다. 이들이 살고 있는 환경은 "끔찍하다"고 묘사되었다. 카토(Cato) 연구소의 분석에 따르면 "도망자"(국경 보안을 피해 입국하기 위해 입국한 이민자)의 수가 2019년 42조가 발효된 이후 급증한 것으로 나타났다. 2020년 3월, 이후 2023년 5월 만료 후 역사적 수준으로 급락했다. 2024년 7월 국경 통과 데이터는 2020년 9월 이후 가장 낮은 국경 통과 수치를 보여주었다.
지난 수년간의 이민자 인구통계와는 달리, 현재 멕시코-미국 국경에 도착하는 이민자 중 점점 더 많은 비율이 어린이이며, 이들 중 대부분은 보호자가 없는 어린이이다. 2023년에는 약 137,275명의 비동반 미성년자가 멕시코-미국 국경을 넘었다. 이러한 아동의 보호 및 양육과 관련된 정책은 논란의 여지가 있다.

## 같이 보기
- 멕시코-미국 국경
- 멕시코 마약 전쟁